# Aavo Mölder

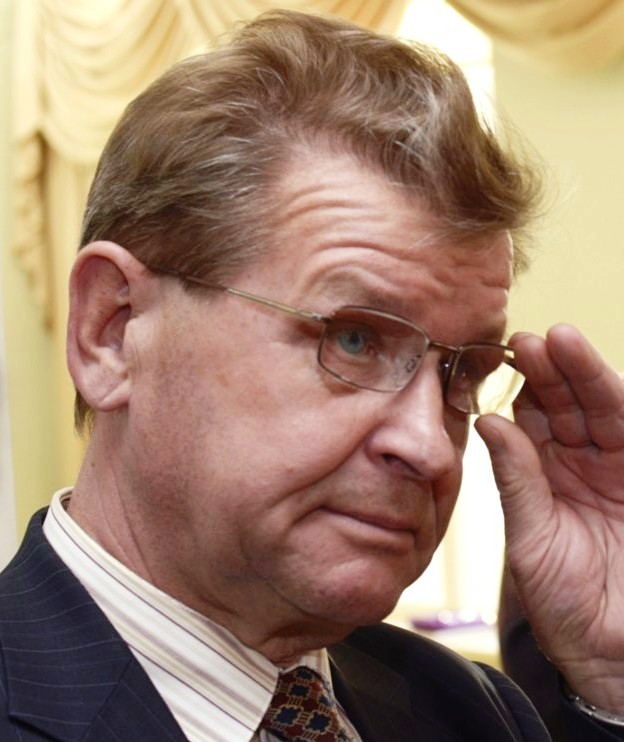
Aavo Mölder (2012)

Aavo Mölder (* 30. März 1944 in Vasula) ist ein estnischer Landwirtschafts-Funktionär und Politiker.

## Landwirtschaft
Aavo Mölder wurde als Sohn des Agrarwissenschaftlers und Funktionärs Adolf Mölder (1912–1976) im südestnischen Vasula geboren. Er schloss 1959 die Schule in Tartu ab. Bis 1962 besuchte er das Agrartechnikum in Väimela. Ein Jahr später machte er einen Abschluss an der Mittelschule der Arbeiterjugend in Tartu. 1968 schloss Mölder sein Studium als Veterinärtechniker an der Estnischen Agrarakademie in Tartu ab. 1971 promovierte er mit einer Arbeit über „Das Verhalten von Rindern unter den Bedingungen von Großfarmen“.
Von 1971 bis 1976 war Mölder Abteilungsleiter der Mustersowchose von Vorbuse bei Tartu. Von 1976 bis 1979 war er als Sektionsleiter der Abteilung für Rinderzucht am estnischen wissenschaftlichen Forschungsinstitut für Tierzucht und Veterinärwesen (ELVI) tätig, das dem Landwirtschaftsministerium der Estnischen SSR unterstellt war und das sein Vater von 1956 bis zu seinem Tod 1976 geleitet hatte. Von 1979 bis 1992 war Mölder Direktor der Versuchs-Sowchose von Laeva bei Tartu.

## Politik
Von 1971 bis 1989 war Mölder Mitglied der KPdSU. 1990, mit der Demokratisierung Estlands und dem Ende der Sowjetunion, trat er der Estnischen Landunion (Eesti Maaliit) bei. Die Partei ging im Jahr 2000 in der ländlich-agrarisch orientierten Estnischen Volksunion (Eestimaa Rahvaliit) auf.
Aavo Mölder war von 1985 bis 1990 Abgeordneter des Obersten Sowjets der Estnischen SSR. Bei den Wahlen im März 1990 wurde er erneut gewählt; am 8. Mai 1990 benannte sich die Legislative in Oberster Rat der Republik Estland um. Am 20. August 1991 stimmte der Rat für die Wiederherstellung der estnischen Unabhängigkeit. Von Februar bis Oktober 1992 war Mölder Landwirtschaftsminister der Republik Estland in der kurzlebigen Regierung unter Ministerpräsident Tiit Vähi. Von 1995 bis 1999 war Mölder erneut Abgeordneter des estnischen Parlaments (Riigikogu).
Von 2000 bis 2013 war Mölder Ratsvorsitzender der Estnischen Landwirtschaftskammer und von 2013 bis 2019 Ratsmitglied. 2019 wurde er zum Ehrenvorsitzenden ernannt.
Mölder war außerdem Mitglied der estnischen Privatisierungsagentur und des Verwaltungsrats der staatlichen Getreidereserve (Riigi Viljasalv). 2004 wurde Mölder zum „Landwirt des Jahres“ gewählt. 2012 erhielt er die Goldene Verdienstmedaille des estnischen Landwirtschaftsministeriums.

## Privatleben
Aavo Mölder ist verheiratet und hat zwei Kinder. Sein Zwillingsbruder Mati Mölder wurde ebenfalls Landwirtschafts-Funktionär.